# Faruq-Moschee

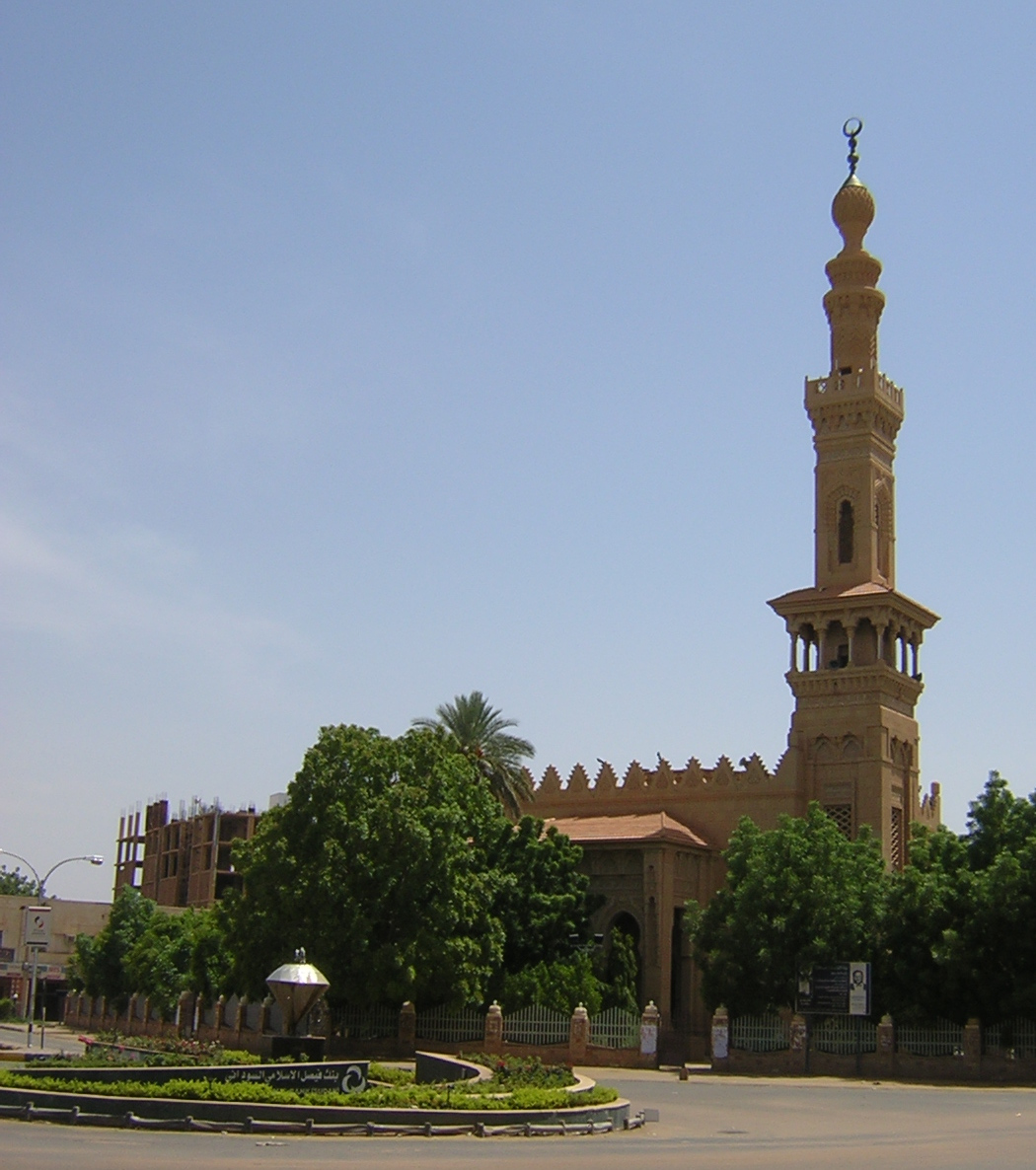
Die Faruq-Moschee

Die Faruq-Moschee (arabisch جامع فاروق, DMG Ǧāmiʿ Fārūq) ist die zweitgrößte Moschee in der sudanesischen Hauptstadt Khartum.
Sie liegt im Geschäftszentrum von Khartum, an der Kreuzung der al-Gamhouria-Straße und der al-Hurriya-Straße, rund 600 Meter nordöstlich der Großen Moschee von Khartum.
Die Gründung der Moschee wird dem Islamgelehrten Ahmed bin Ali Aon bin Amer (1600–1691) zugeschrieben, der von seinem Wohnort auf der Tuti-Insel sich auf das südlich des Nil gelegene Festland begeben haben soll. An der Stelle des Moscheebaus sei die erste Siedlung der späteren Stadt entstanden.
1829 wurde die Moschee durch Khurschid Pascha erweitert. Das heutige Bauwerk wurde von König Faruq von Ägypten 1947 neu gebaut und erhielt von ihm seinen Namen.